# Musée Karl-Ernst-Osthaus

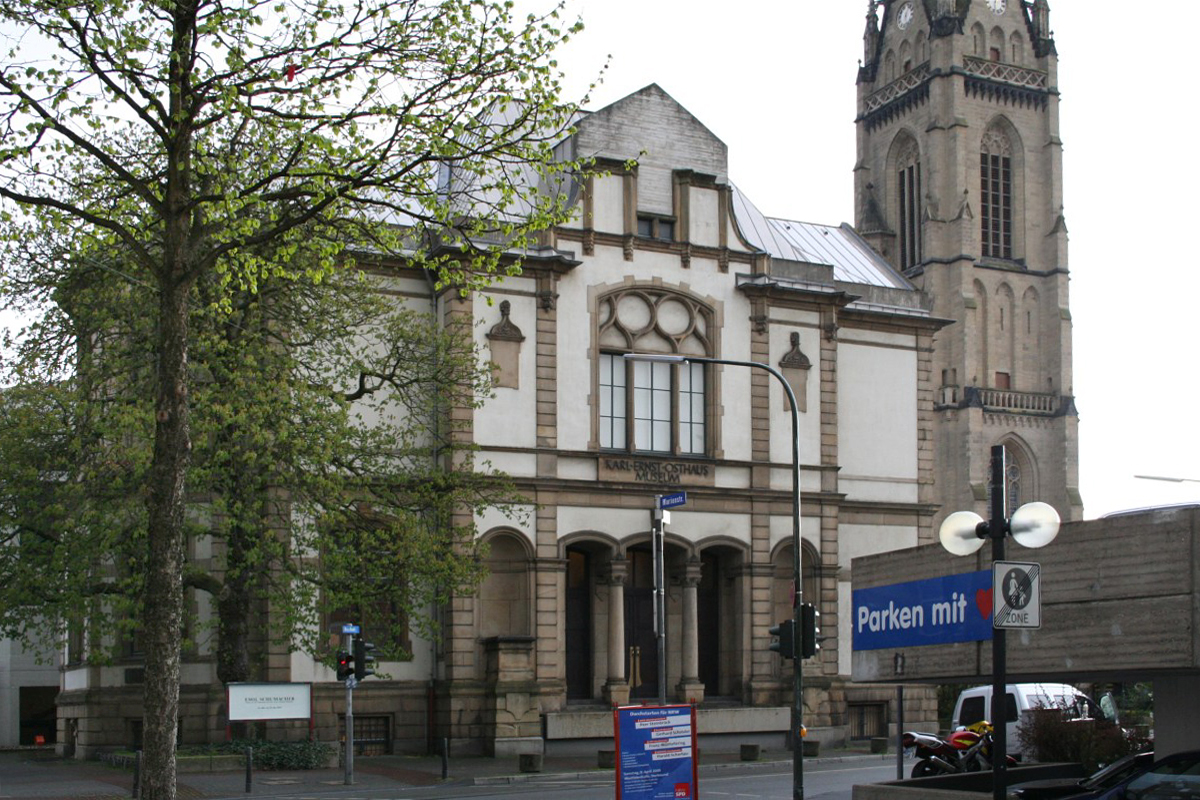
Musée Osthaus

Le musée Karl-Ernst-Osthaus est un musée d'État consacré à l'art, dans la ville de Hagen (Westphalie) en Allemagne. Il porte le nom du mécène Karl Ernst Osthaus (1874-1921).
Le centre du musée est un bâtiment dont le design intérieur fut réalisé par l'architecte belge Henry Van de Velde pour la collection privée d'art de Karl Ernst Osthaus, ouverte au public à l'identique du Musée Folkwang. Quand la collection d'art de Osthaus fut vendue à la ville de Essen, la ville de Hagen obtint le bâtiment vide du musée. 